# Zarren

A castanho-escuro podemos ver a localização de Zarren no município de Kortemark.

Zarren é uma vila e deelgemeente do município belga de Kortemark, província de Flandres Ocidental. Em 1999, tinha 2.062 habitantes numa área de 11,20 km². Foi município autónomo até à fusão com Kortemark em 1 de Janeiro de 1977.